# Лягуна
Лягуна или Лягано, или Копанес (на гръцки: Λιάγκουνα, Λιάγκανο, Κοπάνες) е планина в Гревенско, Гърция.

## Описание
Лягуна е планина, разположена в западната част на Гревенско, част от веригата Северен Пинд. На север се съединява с планинския масив Орлякас с билото Екзархос (1300 m). Заобиколен е от река Венетикос на изток и притока на Аспропотамос на юг и запад, който е и границата, отделяща го от планинския комплекс Василица. Някои карти погрешно я представят като част от Лигос.
Скалите ѝ са офиолити.
Изкачването до върха може да стане от билото на Екзархос, откъдето минава планинският път, който свързва селищата Зякас (Тиста, 900 m) и Лавдас (1040 m) за около 1,5 часа.
| Име             | Име                | Височина        | Местоположение |
| --------------- | ------------------ | --------------- | -------------- |
| Лягуна, Копанес | Λιάγκουνα, Κοπάνες | 1526 m          |                |
| Агриомилия      | Αγριομηλιά         | 1240 m – 1100 m |                |
| Кукос           | Κούκκος            | 1160 m          |                |
| Милеос          | Μηλεός             | 1160 m          |                |